# Aira-Caldera

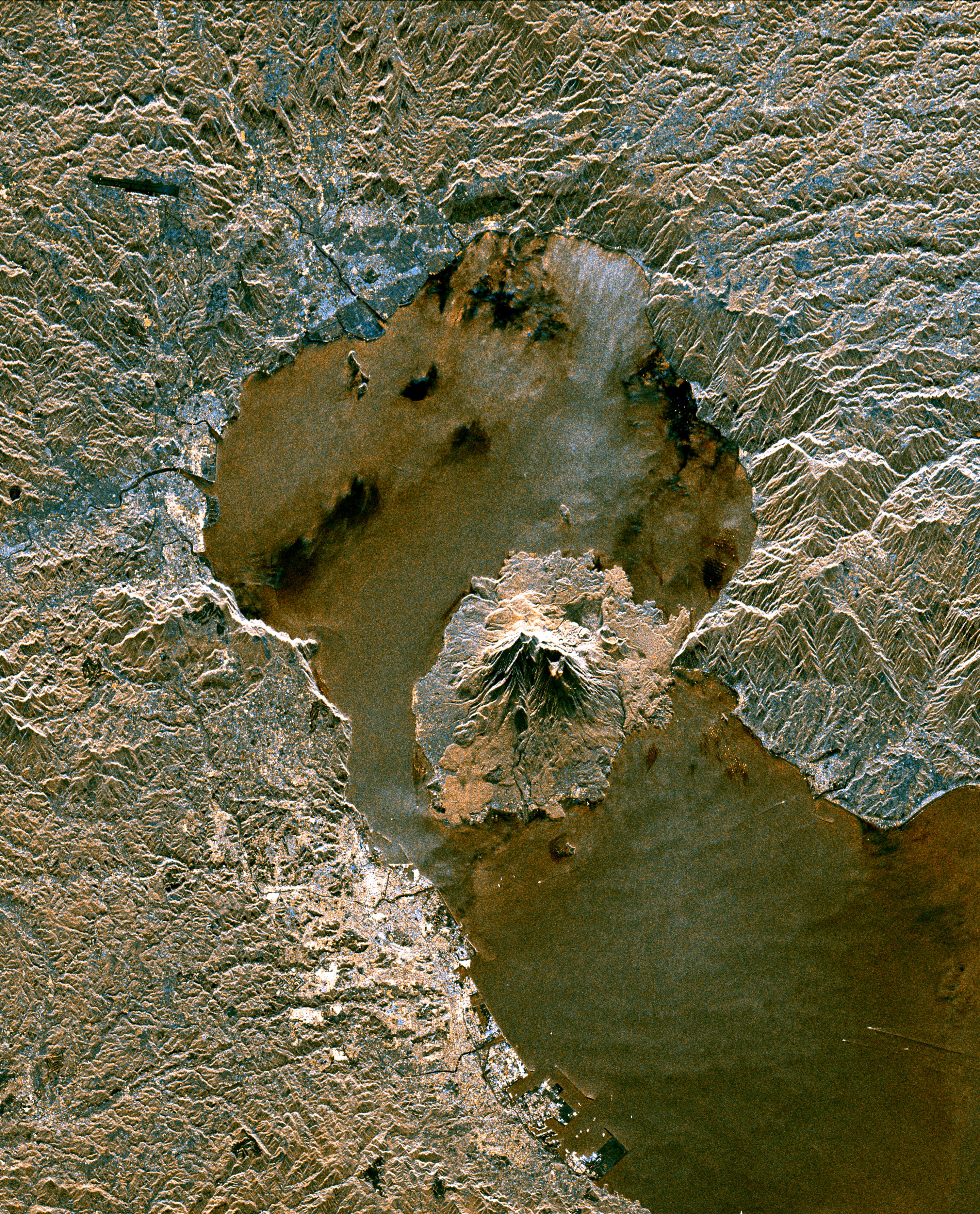
Weltraum-Radar-Bild des Sakurajima. Der Vulkan liegt innerhalb der Bucht, die von der Aira-Caldera geformt wurde. Aufnahme des SIR-C-Radars der STS-68-Space-Shuttle-Mission

Die Aira-Caldera (jap. 姶良カルデラ, Aira-karudera) ist eine rund 17 × 23 Kilometer große vulkanische Caldera im Süden der Insel Kyūshū in Japan. 
Sie wurde bei einem massiven Vulkanausbruch der Stärke VEI-7 vor etwa 26 bis 29.000 Jahren gebildet, die 150 km³ Tephra ausstieß und die Aira-Tn-Ascheschicht bildete. Bei einem weiteren Ausbruch vor rund 16.000 Jahren entstand im Nordosten der Aira-Caldera die Wakamiko-Caldera mit rund fünf Kilometer Durchmesser. Der Hauptort Kagoshima der gleichnamigen Präfektur und der 13.000 Jahre alte Vulkan Sakurajima liegen im Süden der Aira-Caldera. Der Sakurajima, der nach dem Kesseleinsturz in der nördlichen Hälfte der Kagoshima-Bucht entstand, ist einer der aktivsten Vulkane von Japan.